# Burcht van Kolmont
De Burcht van Kolmont was een burcht in Kolmont, een gehucht nabij Overrepen in de Belgische gemeente Tongeren in de provincie Limburg. De burcht is gelegen aan de Oude Kolmontstraat vlak bij het Kasteel van Kolmont. In 2024 werd de burcht officieel erkend als monument. 

## Gebouwen
De burcht bevond zich op de uitlopers van een kunstmatig verhoogde heuvelrug die omgeven werd door verscheidene grachten die gevoed werden door de Herk. Aan de westelijke zijde loopt een dwingel in tegenwijzerzin naar de ingang van de burcht aan de noordelijke zijde. De burcht bestond uit twee delen; enerzijds was er een bouwhuis aan de zuidelijke zijde en anderzijds was er een verhoogde donjon aan de noordelijke zijde. Beide delen van de burcht werden verbonden door verscheidene bijgebouwen -waaronder een ovale toren die dienstdeed als legerplaats- en een vierkante woontoren bestaande uit drie bouwlagen. De daken van de burcht zouden bedekt geweest zijn met leisteen.
De tienzijdige donjon is het best bewaard gebleven. Elke zijde van de donjon mat 4,7 m en de muren hadden een dikte van 3,25 m waarin een trap was uitgespaard. De ingang van de donjon bevond zich op de tweede bouwlaag. De gaten in de muren tonen waarschijnlijk waar de weergang werd aangehecht.

## Geschiedenis en bewoners
Vermoedelijk werd de burcht van Kolmont in het tweede deel van de 12e eeuw gebouwd op de plaats van een oudere 11de-eeuwse versterkte toren door Gerard van Loon, graaf van het Graafschap Loon, en dit ter bescherming van de grenzen met het Landgraafschap Brabant en het Prinsbisdom Luik. 
Tussen 1170 en 1175 vonden belangrijke bouwwerken plaats: 
- De oudere, ronde, lage versterkte toren werd verbouwd tot indrukwekkende donjon met een dikkere muur met een 10-hoekige buitenkant.
- De omwalling van dit opperhof werd herbouwd.
- De heuvel opgehoogd tot een motte en ook het neerhof kreeg een omwalling.
- Aan de zuidkant van het neerhof werd een voorburcht gebouwd.

De eerste vermelding van de burcht dateert uit 1175, in geschriften spreekt een zekere Elbertus over de kastelein van Kolmont. 
In 1180 werd de burcht beschadigd in de strijd tussen de Luikse prins-bisschop Rudolf van Zähringen en Gerard, Graaf van Loon. De Loonse burchten van Brustem, Borgloon, Bilzen en Montenaken, kastelen en dorpen werden toen als wraak verwoest door Luikse troepen. De burcht van Kolmont bleef toen grotendeels gespaard doordat er vrede werd gesloten voor de belegerde burcht van Kolmont viel. De beschadigingen aan de burcht van Kolmont werden in de loop van de 13de eeuw hersteld. 
Aan het begin van de 13e eeuw schonk graaf Lodewijk II van Loon de burcht en de omringende gronden in leen aan Hendrik I van Brabant, Hertog van Brabant.
In het begin van de 14e eeuw werd het Graafschap Loon geconfronteerd met een opvolgingsproblematiek die het einde van het graafschap zou inluiden. Na het kinderloze overlijden van graaf Lodewijk IV van Loon in 1336 eiste zijn neef, Diederik van Heinsberg de titel op. Pas in 1346 ging prins-bisschop Engelbert III van der Mark met deze machtswissel akkoord. Toen ook Diederik kinderloos stierf en zijn neef, Godfried van Dalenbroek de titel opeiste, was de maat vol voor de prins-bisschoppen en werd het graafschap, na een lange strijd in 1366, ingelijfd nadat een andere pretendent, Arnold van Rummen, zijn aanspraak op de titel verkocht aan Luik. Door de inlijving van het Graafschap Loon bij het prinsbisdom Luik in 1366 lag de Burcht van Kolmont niet langer in gevaarlijk grensgebied en verloor de burcht haar militaire functie.  
Aan het einde van de 15e eeuw zal de burcht nog een laatste keer enige rol van betekenis spelen in de strijd tussen het Huis van der Mark en prins-bisschop Johan van Horne. wordt verlaten. De reeds bouwvallige burcht wordt door Robert II de la Marck opnieuw in staat van paraatheid gebracht en bemand. De prins-bisschop belegert de burcht. Na een bewogen strijd waarbij torens door kanonnen vernield worden weet de prins-bisschop de versterking in te nemen. Hij geeft bevel tot de ontmanteling (voltooid in 1508); stenen van de burcht worden gebruikt voor de herstellingen van de omwalling van Tongeren.